# Cixius chinai
Cixius chinai är en insektsart som beskrevs av Synave 1953. Cixius chinai ingår i släktet Cixius och familjen kilstritar. Inga underarter finns listade i Catalogue of Life.